# Kvinnorna på taket
Kvinnorna på taket är en svensk dramafilm från 1989 i regi av Carl-Gustaf Nykvist och med manus av Nykvist och Lasse Summanen. Filmen var Nykvists debut som regissör och i rollerna ses bland andra Amanda Ooms, Helena Bergström och Stellan Skarsgård.

## Om filmen
Nykvist fick idén till filmen redan 1978 då han bodde intill en fotoateljé i Gamla stan i Stockholm. Han började att fantisera om vilka människor som bott och verkat i den och över det speciella ljus som infinner sig i en sådan lokal. Han gjorde vissa efterforskningar och fann att en kvinna hade bott i lokalen på 1800-talet och han fantiserade ihop en bild av hur hon skulle kunna tänkas ha sett ut.
Filmen spelades in med Katinka Faragó som producent och Ulf Brantås och Jörgen Persson som fotografer.
Innan biopremiären uttogs filmen att representera Sverige vid Filmfestivalen i Cannes, vilket var första gången på tio år som Sverige haft en film med på festivalen. Filmen nominerades där till en Guldpalm, dock utan att vinna. Filmen hade biopremiär den 15 september 1989 på biograferna Göta i Göteborg, Camera i Malmö, Röda Kvarn i Stockholm och Filmstaden i Uppsala. Den har även visats av Sveriges Television den 25 oktober 1992. Filmen är 89 minuter lång och tillåten från 15 år.
Kvinnorna på taket fick motta flera priser. Vid European Film Awards 1989 vann Brantås och Persson pris för bästa foto och vid Rouen Nordic Film Festival 1990 fick Nykvist motta publikens pris samt den yngre publikens pris. Därtill vann Skarsgård en Guldbagge 1990 för sina skådespelarinsatser i Kvinnorna på taket och Täcknamn Coq Rouge. Filmen valdes även ut av Svenska Filminstitutets styrelse att representera Sverige vid Oscarsgalan 1989 och vann också pris för bästa debut vid en filmfestival i Lissabon.

## Handling
Filmen utspelar sig sommaren 1914. Linnéa kommer gående med en resväska för att flytta in i en liten ateljé som har stått tom i åratal.

## Rollista
- Amanda Ooms – Linnea
- Helena Bergström – Anna
- Stellan Skarsgård – Willy
- Percy Brandt – Fischer
- Lars Ori Bäckström – Holger
- Katarina Olsson – Gerda
- Leif Andrée – Oskar
- Stig Ossian Ericson – pastor
- Ulla Sallert – sällskapsdam
- Marie Dahlgren – Anna, 12 år
- Annmari Kastrup – teaterfolk
- Karl Nykvist – teaterfolk
- Lena Nyberg – teaterfolk
- Efva Lilja – teaterfolk
- Björn Schüldt	– teaterfolk
- Bernt Östman – tidningsförsäljare
- Crister Sköld	– fotokund
- Astrid Ott – fotokund
- Aaron Girard – bankir
- Rakel Vinka – hustrun
- Urban Yman – krogmusikant
- Kjell Westling – krogmusikant
- Annika Fehling – krogpiga
- Martina Stöhr	– dam med hund

### Fotnoter
1. 1 2 3 4 5 6  ”Kvinnorna på taket”. Svensk Filmdatabas. http://www.sfi.se/sv/svensk-filmdatabas/Item/?itemid=16201&type=MOVIE&iv=Basic&ref=/templates/SwedishFilmSearchResult.aspx?id%3d1225%26epslanguage%3dsv%26searchword%3dkvinnorna+p%C3%A5+taket%26type%3dMovieTitle%26match%3dBegin%26page%3d1%26prom%3dFalse. Läst 22 maj 2013.
2. ↑  ”Kvinnorna på taket”. IMDb.com. http://www.imdb.com/title/tt0097695/awards?ref_=tt_awd. Läst 22 maj 2013.